# Daglösen (Gagnefs socken, Dalarna)
Daglösen är en sjö i Gagnefs kommun i Dalarna och ingår i Dalälvens huvudavrinningsområde.